# Friedrich Georg Wied-Runkel
Bedřich Jiří Jindřich hrabě Wied-Runkel (Friedrich Georg Heinrich Graf zu Wied-Runkel) (19. října 1712 – 16. února 1779, Milán) byl německý šlechtic a rakouský polní maršál. Od mládí sloužil v císařské armádě a zúčastnil se dynastických válek. Za sedmileté války vynikl v bitvě u Kolína, později byl dlouholetým vrchním velitelem v Českém království (1765–1778). V roce 1778 byl v hodnosti maršála povolán do funkce guvernéra v Milánském vévodství, kde o rok později zemřel.

## Životopis
Pocházel ze starého říšského rodu Wiedů, narodil se jako čtvrtý syn hraběte Karla Wied-Runkela (1684–1764). V mládí vstoupil do císařské armády a pod Evženem Savojským se zúčastnil války o polské dědictví. Následující války proti Turkům se zúčastnil jako štábní důstojník. Na počátku války o rakouské dědictví byl povýšen na plukovníka (1741), zúčastnil se obléhání Prahy a po bitvě u Chotusic byl pověřen úkolem předat mírové návrhy pruskému králi Fridrichovi II. V roce 1745 dosáhl hodnosti generálmajora a bojoval v Nizozemí. Na začátku sedmileté války byl povýšen na polního podmaršála (1757). V bitvě u Kolína byl velitelem záložních sborů pěchoty, ale podnikl s nimi rozhodující útok proti pruským vojskům. Téhož roku byl dekorován nově založeným Řádem Marie Terezie. Úspěšně si vedl i v dalších taženích a za účast v bitvě u Torgavy obdržel velkokříž Řádu Marie Terezie. Po sedmileté válce byl dlouholetým zemským velitelem v Čechách se sídlem v Praze (1765–1778). V roce 1768 byl povýšen do hodnosti polního zbrojmistra. V Čechách získal oblibu díky opatřením proti hladomoru v letech 1770–1772. V roce 1778 získal hodnost polního maršála a byl jmenován guvernérem v Lombardii, zemřel o necelý rok později v Miláně. Mimo jiné byl též císařským tajným radou a komořím.